# إدارة شوكيساكا (بوليفيا)
إدارة شوكيساكا هي إحدى إدارات بوليفيا  عاصمتها هي  سوكري  تحتوي على عشرة محافظات.

## جغرافيا
تقع في جنوب وسط  بوليفيا تتاخم الحدود مع باراغوي وتبلغ مساحتها 51524 كم².

## ديموغرافيا
يبلغ عدد سكانها 576,153 نسمة وذلك حسب إحصائيات سنة 2012.

## المحافظات
| الإسم               | السكان (إحصاء 2012) | المساحة (كم²) | العاصمة         |
| ------------------- | ------------------- | ------------- | --------------- |
| أوروبيزا            | 286,140             | 3.943         | سوكري           |
| أزوردوي             | 23,872              | 4,185         | أزوردوي         |
| محافظة جيمي زودانيز | 39,992              | 3,738         | بريستو          |
| تومينا              | 35,192              | 3,947         | باديلا          |
| هيرناندو سيليس      | 32,398              | 5,473         | مونتياغودو      |
| يامبارايز           | 26,577              | 1,472         | تارابوكو        |
| سينتي الشمالية      | 76,477              | 7,983         | كامارغو         |
| سينتي الجنوبية      | 25,207              | 5,484         | فيا أبيسيا      |
| بليساريو بويتو      | 11,159              | 2,000         | فيا سيرانو      |
| لويس كالفو          | 19,139              | 13,299        | فيا فاكا غوزمان |

## أعلام
- خوسيه ماريانو سيرانو
- سلسوه توريليو